# Tuclazepam
Il tuclazepam è uno psicofarmaco appartenente alla categoria delle benzodiazepine.